# Associazione Sportiva Roma 1991-1992
Questa voce raccoglie le informazioni riguardanti l'Associazione Sportiva Roma nelle competizioni ufficiali della stagione 1991-1992.

## Stagione

Parte della squadra in allenamento nel ritiro precampionato di Asiago

In questa stagione come allenatore viene confermato Ottavio Bianchi. Viene acquistato dalla Juventus il tedesco Thomas Hässler e ai bianconeri, in cambio, viene ceduto Angelo Peruzzi, ancora squalificato per doping. In quanto detentrice della Coppa Italia, la squadra disputò la sua prima finale di Supercoppa Italiana contro la Sampdoria campione d'Italia, conclusasi con la vittoria di quest'ultima per 1-0.
La squadra, tra alti e bassi, terminò il campionato al quinto posto in classifica, centrando il piazzamento UEFA dopo una serie di cinque vittorie consecutive finali. Una rete dell'ex juventino Rui Barros pose fine al cammino in Coppa delle Coppe della truppa giallorossa, che in quell'occasione sfoggiò un'inedita tenuta blu. In Coppa Italia la Roma dovette arrendersi nuovamente alla formazione doriana nei quarti di finale.
Fu l'ultima stagione di Bianchi, che l'ambizioso patron Giuseppe Ciarrapico decise di non confermare in vista della stagione successiva.

## Divise e sponsor
Lo sponsor tecnico è adidas, mentre lo sponsor ufficiale è Barilla.
La prima divisa è costituita da maglia rossa con colletto a polo, pantaloncini rossi e calzettoni rossi, tutti e tre presentanti come decorazione le tre strisce Adidas in giallo. In trasferta i Lupi usano una costituita da maglia bianca con colletto a polo, pantaloncini bianchi, calzettoni bianchi, tutti e tre presentanti come decorazione le tre strisce Adidas in giallorosso. Come terza divisa viene usato un kit blu notte, sempre decorato con le tre strisce in giallorosso. I portieri usano due divise: la prima costituita da maglia rosa con colletto a polo e maniche neri, pantaloncini neri e calzettoni bianchi, la seconda da maglia viola, grigia e gialla con maniche nere, pantaloncini neri e calzettoni bianchi. Ad eccezione della terza, le divise presentano cucite sul petto la coccarda della Coppa Italia.
| Casa | Trasferta | Terza divisa | 1ª portiere | 2ª portiere | 3ª portiere |

## Organigramma societario
Di seguito l'organigramma societario.
Area direttiva
- Presidente: Giuseppe Ciarrapico
- Vice-presidente Esecutivo: Giovanni Petrucci

Area tecnica
- Direttore sportivo: Emiliano Mascetti
- Allenatore: Ottavio Bianchi

## Rosa

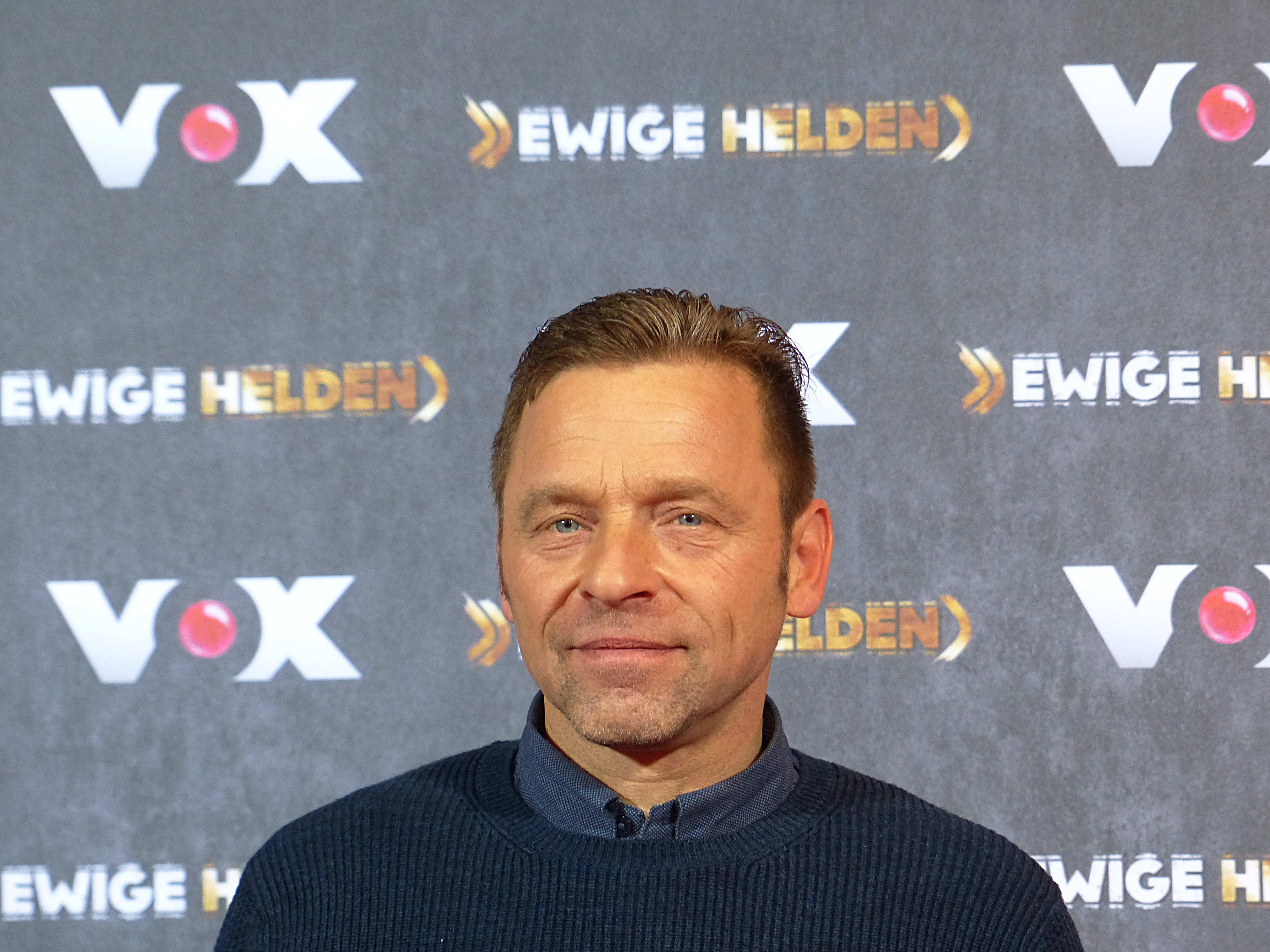
Il neoacquisto tedesco Thomas Hässler (qui nel 2015) diviene presto il cardine della mediana giallorossa

Di seguito la rosa.
| N. |                    | Ruolo | Calciatore              |
| -- | ------------------ | ----- | ----------------------- |
|    | Italia (bandiera)  | P     | Giovanni Cervone        |
|    | Italia (bandiera)  | P     | Giuseppe Zinetti        |
|    | Italia (bandiera)  | P     | Ferro Tontini           |
|    | Brasile (bandiera) | D     | Aldair                  |
|    | Italia (bandiera)  | D     | Andrea Borsa            |
|    | Italia (bandiera)  | D     | Amedeo Carboni          |
|    | Italia (bandiera)  | D     | Antonio Comi            |
|    | Italia (bandiera)  | D     | Marco Antonio De Marchi |
|    | Italia (bandiera)  | D     | Luigi Garzya            |
|    | Italia (bandiera)  | D     | Gabriele Grossi         |
|    | Italia (bandiera)  | D     | Sebastiano Nela         |
|    | Italia (bandiera)  | D     | Stefano Pellegrini      |
|    | Italia (bandiera)  | D     | Dario Rossi             |

| N. |                           | Ruolo | Calciatore                   |
| -- | ------------------------- | ----- | ---------------------------- |
|    | Italia (bandiera)         | D     | Antonio Tempestilli          |
|    | Italia (bandiera)         | C     | Daniele Berretta             |
|    | Italia (bandiera)         | C     | Valter Bonacina              |
|    | Italia (bandiera)         | C     | Fabrizio Di Mauro            |
|    | Italia (bandiera)         | C     | Giuseppe Giannini (capitano) |
|    | Germania Ovest (bandiera) | C     | Thomas Hässler               |
|    | Italia (bandiera)         | C     | Giovanni Piacentini          |
|    | Italia (bandiera)         | C     | Fausto Salsano               |
|    | Italia (bandiera)         | C     | Alessio Scarchilli           |
|    | Italia (bandiera)         | A     | Andrea Carnevale             |
|    | Italia (bandiera)         | A     | Roberto Muzzi                |
|    | Italia (bandiera)         | A     | Ruggero Rizzitelli           |
|    | Germania (bandiera)       | A     | Rudi Völler                  |

## Calciomercato
Di seguito il calciomercato.

### Sessione estiva
| Acquisti | Acquisti                | Acquisti | Acquisti               |
| R.       | Nome                    | da       | Modalità               |
| -------- | ----------------------- | -------- | ---------------------- |
| P        | Ferro Tontini           | Cosenza  | definitivo             |
| D        | Marco Antonio De Marchi | Juventus | prestito               |
| D        | Luigi Garzya            | Lecce    | definitivo             |
| C        | Walter Bonacina         | Atalanta | definitivo             |
| C        | Thomas Hässler          | Juventus | definitivo (12 Mld. £) |

| Cessioni | Cessioni         | Cessioni      | Cessioni                |
| R.       | Nome             | a             | Modalità                |
| -------- | ---------------- | ------------- | ----------------------- |
| P        | Luca Alidori     | Chieti        | definitivo              |
| P        | Angelo Peruzzi   | Juventus      | definitivo (4.5 Mld. £) |
| D        | Thomas Berthold  | Bayern Monaco | definitivo              |
| D        | Manuel Gerolin   | Bologna       | definitivo              |
| C        | Bruno Conti      | -             | fine carriera           |
| C        | Stefano Desideri | Inter         | definitivo (7 Mld. £)   |
| C        | Giampiero Maini  | Lecce         | prestito                |

## Risultati

### Supercoppa italiana
| Arbitro: | Lanese (Messina) |

|             |           |  |
| Mancini 75’ | Marcatori |  |

### Serie A

#### Girone di andata
| Arbitro: | D'Elia (Salerno) |

|  |           |           |
|  | Marcatori | 83’ Muzzi |

| Arbitro: | Pairetto (Nichelino) |

|  |           |                     |
|  | Marcatori | 85’ (rig.) Matthäus |

| Arbitro: | Luci (Firenze) |

|  |           |                    |
|  | Marcatori | 80’ (aut.) Herrera |

| Roma 22 settembre 1991 4ª giornata | Roma             | 0 – 0 referto | Genoa | Stadio Olimpico di Roma (circa 51.000 spett.)\| Arbitro: \| Cornieti (Forlì) \| |
| Arbitro:                           | Cornieti (Forlì) |               |       |                                                                                 |

| Arbitro: | F. Baldas (Trieste) |

|  |           |             |
|  | Marcatori | 36’ Salsano |

| Arbitro: | Beschin (Legnago) |

|                |           |            |
| Rizzitelli 80’ | Marcatori | 65’ Riedle |

| Arbitro: | Pezzella (Frattamaggiore) |

|                  |           |            |
| G. Bresciani 24’ | Marcatori | 59’ Aldair |

| Arbitro: | Felicani (Bologna) |

|                     |           |             |
| Petrescu 54’ (aut.) | Marcatori | 84’ Šalimov |

| Arbitro: | Cesari (Genova) |

|                                                        |           |               |
| Van Basten 30’ Massaro 36’ Rijkaard 57’ Costacurta 78’ | Marcatori | 59’ Carnevale |

| Arbitro: | Stafoggia (Pesaro) |

|              |           |          |
| Di Mauro 43’ | Marcatori | 78’ Zola |

| Arbitro: | Pezzella (Frattamaggiore) |

|                             |           |  |
| Rizzitelli 47’ Giannini 76’ | Marcatori |  |

| Arbitro: | Nicchi (Arezzo) |

|                                    |           |              |
| Schillaci 37’ De Marchi 87’ (aut.) | Marcatori | 70’ Giannini |

| Arbitro: | Boggi (Salerno) |

|              |           |                |
| Bonacina 30’ | Marcatori | 52’ Piovanelli |

| Arbitro: | Beschin (Legnago) |

|                                       |           |              |
| Nela 16’ (aut.) Osio 55’ A. Melli 75’ | Marcatori | 14’ Di Mauro |

| Arbitro: | Boggi (Salerno) |

|                 |           |                |
| B. Giordano 45’ | Marcatori | 53’ Rizzitelli |

| Arbitro: | Merlino (Torre del Greco) |

|                            |           |  |
| Völler 10’, 66’ Aldair 73’ | Marcatori |  |

| Arbitro: | Luci (Firenze) |

|                |           |            |
| Platt 68’, 88’ | Marcatori | 15’ Völler |

#### Girone di ritorno
| Arbitro: | F. Baldas (Trieste) |

|               |           |  |
| Carnevale 35’ | Marcatori |  |

| Milano 2 febbraio 1992, ore 14:30 19ª giornata | Inter              | 0 – 0 referto | Roma | Stadio Giuseppe Meazza (circa 46.000 spett.)\| Arbitro: \| Felicani (Bologna) \| |
| Arbitro:                                       | Felicani (Bologna) |               |      |                                                                                  |

| Roma 9 febbraio 1992, ore 15:00 20ª giornata | Roma                        | 0 – 0 referto | Cagliari | Stadio Olimpico di Roma (circa 50.000 spett.)\| Arbitro: \| Cinciripini (Ascoli Piceno) \| |
| Arbitro:                                     | Cinciripini (Ascoli Piceno) |               |          |                                                                                            |

| Arbitro: | Lanese (Messina) |

|                |           |             |
| Aguilera 45+2’ | Marcatori | 86’ Hässler |

| Arbitro: | Mughetti (Cesena) |

|            |           |                              |
| Völler 79’ | Marcatori | 35’, 70’ Batistuta 90’ Dunga |

| Arbitro: | Stafoggia (Pesaro) |

|               |           |             |
| Ruben Sosa 5’ | Marcatori | 70’ Hässler |

| Arbitro: | Amendolia (Messina) |

|                   |           |  |
| S. Pellegrini 88’ | Marcatori |  |

| Arbitro: | Lo Bello (Siracusa) |

|                    |           |                        |
| Signori 90’ (rig.) | Marcatori | 20’ Hässler 74’ Aldair |

| Arbitro: | Lanese (Messina) |

|                |           |           |
| Rizzitelli 69’ | Marcatori | 4’ Simone |

| Arbitro: | Bazzoli (Merano) |

|                                 |           |                                  |
| Silenzi 47’ Careca 55’ Zola 66’ | Marcatori | 8’ (aut.) Corradini 18’ Giannini |

| Arbitro: | Ceccarini (Livorno) |

|           |           |              |
| Silas 90’ | Marcatori | 88’ Giannini |

| Arbitro: | Luci (Firenze) |

|                |           |               |
| Rizzitelli 57’ | Marcatori | 73’ R. Baggio |

| Arbitro: | Collina (Bologna) |

|  |           |            |
|  | Marcatori | 72’ Völler |

| Arbitro: | Trentalange (Torino) |

|                |           |  |
| Rizzitelli 75’ | Marcatori |  |

| Arbitro: | Felicani (Bologna) |

|               |           |  |
| Carnevale 89’ | Marcatori |  |

| Arbitro: | Sguizzato (Verona) |

|             |           |                                 |
| Maspero 26’ | Marcatori | 22’ (rig.) Völler 30’ Carnevale |

| Arbitro: | Amendolia (Messina) |

|                         |           |  |
| Völler 19’ Di Mauro 61’ | Marcatori |  |

### Coppa Italia

#### Fase finale
| Arbitro: | Cornieti (Forlì) |

|              |           |  |
| Giannini 80’ | Marcatori |  |

| Arbitro: | Baldas (Trieste) |

|              |           |                          |
| Pascucci 55’ | Marcatori | 32’ Muzzi 41’ Rizzitelli |

| Arbitro: | Lanese (Messina) |

|                       |           |  |
| Rizzitelli 85’ (rig.) | Marcatori |  |

| Arbitro: | Lo Bello (Siracusa) |

|                              |           |                     |
| Pusceddu 44’ Careca 50’, 77’ | Marcatori | 17’, 25’ Rizzitelli |

| Arbitro: | Sguizzato (Verona) |

|            |           |  |
| Vialli 88’ | Marcatori |  |

| Arbitro: | Pairetto (Nichelino) |

|               |           |                |
| Carnevale 23’ | Marcatori | 74’ Vierchowod |

### Coppa delle Coppe
| Arbitro: | Karlsson |

|             |           |                                 |
| Sergeev 52’ | Marcatori | 46’ (aut.) Fokin 73’ Rizzitelli |

| Arbitro: | Forstinger |

|  |           |              |
|  | Marcatori | 13’ Dmitriev |

| Arbitro: | Listiewicz |

|            |           |               |
| Czakon 65’ | Marcatori | 20’ Carnevale |

| Arbitro: | Agius |

|                                                                 |           |                 |
| Mattila 1’ (aut.) Rizzitelli 2’ Di Mauro 14’ Carnevale 47’, 77’ | Marcatori | 80’, 88’ Czakon |

| Roma 4 marzo 1992 Quarti di finale - Andata | Roma      | 0 – 0 referto | Monaco | Stadio Olimpico di Roma (40.336 spett.)\| Arbitro: \| Navarrete \| |
| Arbitro:                                    | Navarrete |               |        |                                                                    |

| Arbitro: | Blankenstein |

|                |           |  |
| Rui Barros 45’ | Marcatori |  |

## Statistiche
Di seguito le statistiche di squadra.

### Statistiche di squadra
| Competizione        | Punti | In casa | In casa | In casa | In casa | In casa | In casa | In trasferta | In trasferta | In trasferta | In trasferta | In trasferta | In trasferta | Totale | Totale | Totale | Totale | Totale | Totale | DR |
| Competizione        | Punti | G       | V       | N       | P       | Gf      | Gs      | G            | V            | N            | P            | Gf           | Gs           | G      | V      | N      | P      | Gf     | Gs     | DR |
| ------------------- | ----- | ------- | ------- | ------- | ------- | ------- | ------- | ------------ | ------------ | ------------ | ------------ | ------------ | ------------ | ------ | ------ | ------ | ------ | ------ | ------ | -- |
| Serie A             | 40    | 17      | 7       | 8       | 2       | 18      | 10      | 17           | 6            | 6            | 5            | 19           | 21           | 34     | 13     | 14     | 7      | 37     | 31     | +6 |
| Coppa Italia        | -     | 3       | 2       | 1       | 0       | 3       | 1       | 3            | 1            | 0            | 2            | 4            | 5            | 6      | 3      | 1      | 2      | 7      | 6      | +1 |
| Supercoppa italiana | -     | 0       | 0       | 0       | 0       | 0       | 0       | 1            | 0            | 0            | 1            | 0            | 1            | 1      | 0      | 0      | 1      | 0      | 1      | -1 |
| Coppa delle Coppe   | -     | 3       | 1       | 1       | 1       | 5       | 3       | 3            | 1            | 1            | 1            | 3            | 3            | 6      | 2      | 2      | 2      | 8      | 6      | +2 |
| Totale              | -     | 23      | 10      | 10      | 3       | 26      | 14      | 24           | 8            | 7            | 9            | 26           | 30           | 47     | 18     | 17     | 12     | 52     | 44     | +8 |

### Andamento in campionato
| Giornata  | 1 | 2 | 3 | 4 | 5 | 6 | 7 | 8 | 9 | 10 | 11 | 12 | 13 | 14 | 15 | 16 | 17 | 18 | 19 | 20 | 21 | 22 | 23 | 24 | 25 | 26 | 27 | 28 | 29 | 30 | 31 | 32 | 33 | 34 |
| --------- | - | - | - | - | - | - | - | - | - | -- | -- | -- | -- | -- | -- | -- | -- | -- | -- | -- | -- | -- | -- | -- | -- | -- | -- | -- | -- | -- | -- | -- | -- | -- |
| Luogo     | T | C | T | C | T | C | T | C | T | C  | C  | T  | C  | T  | T  | C  | T  | C  | T  | C  | T  | C  | T  | C  | T  | C  | T  | T  | C  | T  | C  | C  | T  | C  |
| Risultato | V | P | V | N | V | N | N | N | P | N  | V  | P  | N  | P  | N  | V  | P  | V  | N  | N  | N  | P  | N  | V  | V  | N  | P  | N  | N  | V  | V  | V  | V  | V  |
| Posizione | 1 | 7 | 4 | 4 | 2 | 3 | 3 | 3 | 8 | 7  | 6  | 7  | 7  | 11 | 10 | 7  | 10 | 9  | 8  | 9  | 8  | 11 | 9  | 8  | 8  | 8  | 9  | 9  | 8  | 6  | 5  | 5  | 5  | 5  |

Legenda:

Luogo: C = Casa; T = Trasferta. Risultato: V = Vittoria; N = Pareggio; P = Sconfitta.

### Statistiche dei giocatori
Di seguito le statistiche dei giocatori.
| Giocatore      | Serie A  | Serie A | Serie A     | Serie A    | Coppa Italia | Coppa Italia | Coppa Italia | Coppa Italia | Coppa delle Coppe | Coppa delle Coppe | Coppa delle Coppe | Coppa delle Coppe | Supercoppa Italiana | Supercoppa Italiana | Supercoppa Italiana | Supercoppa Italiana | Totale   | Totale | Totale      | Totale     |
| Giocatore      | Presenze | Reti    | Ammonizioni | Espulsioni | Presenze     | Reti         | Ammonizioni  | Espulsioni   | Presenze          | Reti              | Ammonizioni       | Espulsioni        | Presenze            | Reti                | Ammonizioni         | Espulsioni          | Presenze | Reti   | Ammonizioni | Espulsioni |
| -------------- | -------- | ------- | ----------- | ---------- | ------------ | ------------ | ------------ | ------------ | ----------------- | ----------------- | ----------------- | ----------------- | ------------------- | ------------------- | ------------------- | ------------------- | -------- | ------ | ----------- | ---------- |
| G. Cervone     | 21       | -21     | 0           | 1          | 6            | 0            | 0+           | 0+           | 4                 | -5                | 0                 | 0                 | 1                   | -1                  | 0                   | 0                   | 32       | -27    | 0+          | 1+         |
| G. Zinetti     | 14       | -10     | 0           | 0          | 0            | 0            | 0+           | 0+           | 2                 | -1                | 0                 | 0                 | -                   | -                   | -                   | -                   | 16       | -11    | 0+          | 0+         |
| F. Tontini     | 0        | -0      | 0           | 0          | -            | -            | -            | -            | 0                 | -0                | 0                 | 0                 | -                   | -                   | -                   | -                   | 0        | -0     | 0           | 0          |
| Aldair         | 33       | 3       | 2           | 0          | 3            | 0            | 2+           | 0+           | 6                 | 0                 | 1                 | 0                 | 1                   | 0                   | 0                   | 0                   | 43       | 3      | 5+          | 0+         |
| A. Borsa       | -        | -       | -           | -          | -            | -            | -            | -            | -                 | -                 | -                 | -                 | -                   | -                   | -                   | -                   | -        | -      | -           | -          |
| A. Carboni     | 33       | 0       | 6           | 0          | 5            | 0            | 1+           | 0+           | 6                 | 0                 | 1                 | 0                 | 1                   | 0                   | 1                   | 0                   | 45       | 0      | 9+          | 0+         |
| A. Comi        | 10       | 0       | 1           | 0          | 2            | 0            | 0+           | 0+           | 1                 | 0                 | 1                 | 0                 | -                   | -                   | -                   | -                   | 13       | 0      | 2+          | 0+         |
| M. De Marchi   | 10       | 0       | 4           | 0          | 4            | 0            | 1+           | 0+           | 4                 | 0                 | 0                 | 0                 | 1                   | 0                   | 0                   | 0                   | 19       | 0      | 5+          | 0+         |
| L. Garzya      | 23       | 0       | 3           | 0          | 3            | 0            | 0+           | 0+           | 4                 | 0                 | 0                 | 0                 | 1                   | 0                   | 0                   | 0                   | 31       | 0      | 3+          | 0+         |
| G. Grossi      | 0        | 0       | 0           | 0          | -            | -            | -            | -            | -                 | -                 | -                 | -                 | -                   | -                   | -                   | -                   | 0        | 0      | 0           | 0          |
| S. Nela        | 27       | 0       | 2           | 0          | 6            | 0            | 1+           | 0+           | 6                 | 0                 | 0                 | 0                 | 1                   | 0                   | 0                   | 0                   | 40       | 0      | 3+          | 0+         |
| S. Pellegrini  | 12       | 1       | 2           | 0          | 5            | 0            | 0+           | 0+           | 2                 | 0                 | 0                 | 0                 | -                   | -                   | -                   | -                   | 19       | 1      | 2+          | 0+         |
| D. Rossi       | 0        | 0       | 0           | 0          | -            | 0            | 0+           | 0+           | -                 | 0                 | 0                 | 0                 | -                   | -                   | -                   | -                   | 0        | 0      | 0+          | 0+         |
| A. Tempestilli | 6        | 0       | 1           | 0          | 2            | 0            | 0+           | 0+           | 1                 | 0                 | 0                 | 0                 | -                   | -                   | -                   | -                   | 9        | 0      | 1+          | 0+         |
| D. Berretta    | 0        | 0       | 0           | 0          | -            | -            | -            | -            | -                 | -                 | -                 | -                 | -                   | -                   | -                   | -                   | 0        | 0      | 0           | 0          |
| W. Bonacina    | 28       | 1       | 10          | 1          | 5            | 0            | 1+           | 0+           | 4                 | 0                 | 1                 | 0                 | 1                   | 0                   | 1                   | 0                   | 38       | 1      | 13+         | 1+         |
| F. Di Mauro    | 26       | 3       | 6           | 0          | 3            | 0            | 0+           | 0+           | 6                 | 1                 | 0                 | 0                 | 1                   | 0                   | 0                   | 0                   | 36       | 4      | 6+          | 0+         |
| G. Giannini    | 24       | 4       | 9           | 1          | 3            | 1            | 0+           | 0+           | 4                 | 0                 | 1                 | 0                 | 1                   | 0                   | 0                   | 0                   | 32       | 5      | 10+         | 1+         |
| T. Hässler     | 32       | 3       | 2           | 0          | 5            | 0            | 0+           | 0+           | 6                 | 0                 | 0                 | 0                 | 1                   | 0                   | 0                   | 0                   | 44       | 3      | 2+          | 0+         |
| G. Piacentini  | 25       | 0       | 7           | 0          | 5            | 0            | 1+           | 0+           | 3                 | 0                 | 1                 | 0                 | -                   | -                   | -                   | -                   | 33       | 0      | 9+          | 0+         |
| F. Salsano     | 20       | 1       | 3           | 0          | 6            | 0            | 0+           | 0+           | 3                 | 0                 | 0                 | 0                 | 1                   | 0                   | 0                   | 0                   | 30       | 1      | 3+          | 0+         |
| A. Scarchilli  | 0        | 0       | 0           | 0          | -            | -            | -            | -            | -                 | -                 | -                 | -                 | -                   | -                   | -                   | -                   | 0        | 0      | 0           | 0          |
| A. Carnevale   | 21       | 4       | 5           | 0          | 4            | 1            | 0+           | 0+           | 3                 | 3                 | 1                 | 0                 | -                   | -                   | -                   | -                   | 28       | 8      | 6+          | 0+         |
| R. Muzzi       | 10       | 1       | 0           | 0          | 2            | 1            | 0+           | 0+           | 1                 | 0                 | 0                 | 0                 | 1                   | 0                   | 0                   | 0                   | 14       | 2      | 0+          | 0+         |
| R. Rizzitelli  | 26       | 6       | 6           | 0          | 4            | 4            | 2+           | 0+           | 5                 | 2                 | 1                 | 0                 | -                   | -                   | -                   | -                   | 35       | 12     | 9+          | 0+         |
| R. Völler      | 30       | 7       | 3           | 0          | 2            | 0            | 0+           | 0+           | 4                 | 0                 | 0                 | 0                 | 1                   | 0                   | 0                   | 0                   | 37       | 7      | 3+          | 0+         |

## Giovanili

### Piazzamenti
- Primavera: 
  - Campionato Primavera: Fase a gironi
  - Coppa Italia Primavera: ?
  - Torneo di Viareggio: Finalista